# Burdignes
Burdignes ist eine französische Gemeinde mit 409 Einwohnern (Stand: 1. Januar 2022) im Département Loire in der Region Auvergne-Rhône-Alpes im Kanton Le Pilat (bis 2015: Kanton Bourg-Argental) und Teil des Kommunalverbandes Monts du Pilat. Die Gemeinde gehört zum Regionalen Naturpark Pilat. Die Einwohner werden Burdinands genannt.

## Geographie
Burdignes liegt etwa 23 Kilometer südsüdöstlich von Saint-Étienne. Umgeben wird Burdignes von den Nachbargemeinden Bourg-Argental im Norden, Saint-Marcel-lès-Annonay im Nordosten, Boulieu-lès-Annonay im Osten, Annonay im Südosten, Vanosc im Süden, Riotord im Südwesten sowie Saint-Sauveur-en-Rue im Westen.

## Bevölkerungsentwicklung
| Jahr                       | 1962 | 1968 | 1975 | 1982 | 1990 | 1999 | 2006 | 2017 |
| Einwohner                  | 444  | 422  | 367  | 367  | 342  | 342  | 356  | 368  |
| Quellen: Cassini und INSEE |      |      |      |      |      |      |      |      |

## Sehenswürdigkeiten
- Kirche Saint-Martin aus dem 19. Jahrhundert
- Burgruine Montchal